# 誓約を果たすもの
『誓約を果たすもの』はHBO(日本ではスター・チャンネルが放送)のファンタジー・ドラマ・シリーズである『ゲーム・オブ・スローンズ』の第4章『戦乱の嵐-後篇-』の第4話である。ブライアン・コグマンによって、原作『剣嵐の大地』に基づいて脚本が書かれ、ミシェル・マクラーレンが監督した。
タイトルは、ジェイミーが父タイウィンから贈られた後、ブライエニーに再び贈ったヴァリリア鋼の剣につけられた名を指す。
ジェイミーは剣と鎧をブライエニーに与え、サンサを保護する任務を与える。サンサとピーター・ベイリッシュは叔母ライサの治めるアリンの谷間に向かう。ジョンは志願者を募って〈クラスターの砦〉の反乱者を討つために出発する。ブランは〈反乱者〉に捕えられる。デナーリスはミーリーンを征服する。

## あらすじ

### キングズランディング
ジェイミー・ラニスター(ニコライ・コスター＝ワルドー)は、ブロン(ジェローム・フリン)との剣の練習を続け、ティリオン(ピーター・ディンクレイジ)に会いに行くよう勧められる。地下牢でジェイミーとティリオンはジョフリーの暗殺について話す。ティリオンは暗殺には関わりないと言うが、サーセイに死を望まれた自分が救われる望みはないと言う。サーセイはサンサを捕まえたものは誰でも騎士にする布告を出しているが、ティリオンはサンサが暗殺には無関係であると信じる。庭では、オレナ・レッドワイン(ダイアナ・リグ)がハイガーデンに戻るつもりだとマージェリー・タイレル(ナタリー・ドーマー)に言う。オレナは、サーセイがトメンをマージェリーに敵対させる前に、トメンを手中に収めろとマージェリーに言う。首飾りを直してやりながら、残虐なジョフリーと結婚させるつもりは絶対になかったと言う。夜、サーセイ (レナ・ヘディ)は自室でジェイミーと話し、トメンの護衛を増やすよう命令する。サーセイは、ジョフリーを守れなかったこと、捕虜になりキャトリン・スタークに解放されたことでジェイミーを責める。ジェイミーはティリオンが無実だと説得しようとするが、サーセイは聞く耳を持たず、ジェイミーに下がれと言う。マージェリーはトメンの部屋に忍んで行って二人の結婚について話し、祖母の助言に従ってトメンと親密になろうとし始める。
朝、ジェイミーはヴァリリア鋼の剣と新しい鎧をブライエニー(グェンドリン・クリスティー)に与え、サンサを探し出して保護する任務を与える。そして、ティリオンの裁判に巻き込まれて殺されないように、ポドリックをブライエニーの従者にする。出発の準備ができたブライエニーは、剣をオウスキーパー(”誓約を果たすもの”)と名付け、ジェイミーもその名を気に入る。

### 海の上
サンサ(ソフィー・ターナー)は、自分たちがアリンの谷間に向かっており、叔母のライサと結婚する予定であるとピーター・ベイリッシュ(エイダン・ギレン)に知らされる。サンサはベイリッシュが王の暗殺に関わっていると疑うが、直接は関わっていないと否定される。サー・ドントスがサンサにくれた首飾りの石(『二本の剣』)が一つ無くなっていたとベイリッシュが指摘し、サンサは石が暗殺に使われた毒であった事を知る。サンサは、〈ハレンの巨城〉の領主の地位と富と権力を与えてくれたジョフリーを、ベイリッシュが殺すとは信じられない。ベイリッシュは、ジョフリーを殺す動機がないからこそ、自分が疑われることはなく、新たな同盟者はラニスター家よりも付き合いやすいと言う。

### 〈壁〉
〈壁〉の〈黒の城〉 (カースル・ブラック)の中庭で、ジョン・スノウ(キット・ハリントン)はグレンと稽古をし、〈野人〉の戦い方を〈冥夜の守人〉の兄弟たちに教える。サー・アリザー・ソーンは稽古を止めさせ、ジョンに本来の〈雑士〉の職務に戻れと言う。ジャノス・スリントは、ジョンが求めた〈クラスターの砦〉への遠征隊にジョン自身を加えて反乱者に殺させようと、ソーンに言う。ジョンは、〈冥夜の守人〉の新兵で、実はルース・ボルトンの手先でジョンを殺そうとするロック(ノア・テイラー)と知り合う。後に、サム(ジョン・ブラッドリー)とジョンが、ブランの一行の〈壁〉の北への旅について話している時、ソーンが呼んでいるとロックが伝えに来る。ソーンは、ジョンに志願者を募って〈クラスターの砦〉に遠征することを許可し、ジョンは隊にグレン、エッド、ロックらを入れる。

### 狭い海の向こう側
デナーリス(エミリア・クラーク)の依頼で、ミッサンデイはお互いが奴隷にされた成り行きを話しながら、グレイ・ワームに共通語を教える。夕暮れに、グレイ・ワームは〈穢れなき軍団〉の一団を率いて下水からミーリーンに侵入し、デナーリスとその軍のことを話す奴隷の集団に会う。〈穢れなき軍団〉は剣を奴隷に与え、夜の間に奴隷は親方達を殺して自由の身となる。翌朝、デナーリスは、ミーリーンへの道中の一マイル塚に磔にされていた163人の奴隷の子供たちのように、同数の親方たちを磔にするよう命じる。

### 〈壁〉の北
〈クラスターの砦〉で、カール(バーン・ゴーマン)はダイアウルフに餌を与えるようラストに命じ、酔ってラストを侮辱しキングズランディングでの自慢話をする。クラスターの妻の一人が砦に入って来て、クラスターの最後の息子を差し出す。妻は神々に子を捧げることを願い、ラストは子を森に運び置き去りにする。帰り道で、ラストは檻に閉じ込めたジョンのダイアウルフのゴーストを嘲る。付近にいたブラン(アイザック・ヘンプステッド＝ライト)の一行は幼児の泣き声を聞き、ブランは〈狼潜り〉の能力を使ってサマーの心に入り込み、幼児を探しに行かせる。ブランはサマーの目を通してゴーストを目にするが、サマーは罠にかかり、ブランは自分の体の中で目覚める。一行は〈クラスターの砦〉を探るが、サマーを助け出す前に反乱者たちに捕えられてしまう。ブラン、ジョジェン(トーマス・サングスター)、ミーラ(エリー・ケンドリック)はカールの前に引き出され、ブランは正体を白状させられる。
ホワイト・ウォーカーが死せる馬に乗り、クラスターの子を運ぶ。子を氷の祭壇に乗せ、別のホワイト・ウォーカーが子を抱き上げて顔に触ると、目が青に変わる。

## 製作

### 脚本
原作第三部『剣嵐の大地の第61、68、71章、および原作第五部『竜との舞踏』の第4章に基づいて、ブライアン・コグマンが脚本を書いた。ジェイミーがティリオンを訪ねるところ、ジョンが〈壁〉の北に行く決断をするところ、ブランが〈クラスターの砦〉に連れて行かれる所は、ドラマのために創作されたシーンである。

## 評判

### 視聴者数
初回放送は695万人が視聴し,
同夜の再放送は112万人が視聴した。

## 参照
1. ↑  Bibel, Sara (2014年4月29日). “Sunday Cable Ratings: 'Game of Thrones' Wins Night, NBA Playoffs, 'Real Housewives of Atlanta', 'Mad Men', 'Devious Maids' & More”. TV by the Numbers. 2014年4月29日閲覧。
2. ↑  Bibel, Sara (2014年4月28日). “'Game of Thrones' Hits Series High in Total Viewers; Solid Start for 'Last Week Tonight With John Oliver'”. TV by the Numbers. 2014年4月28日閲覧。